# Wildon Grange
Wildon Grange est une paroisse civile du Yorkshire du Nord, en Angleterre.